# Crematie

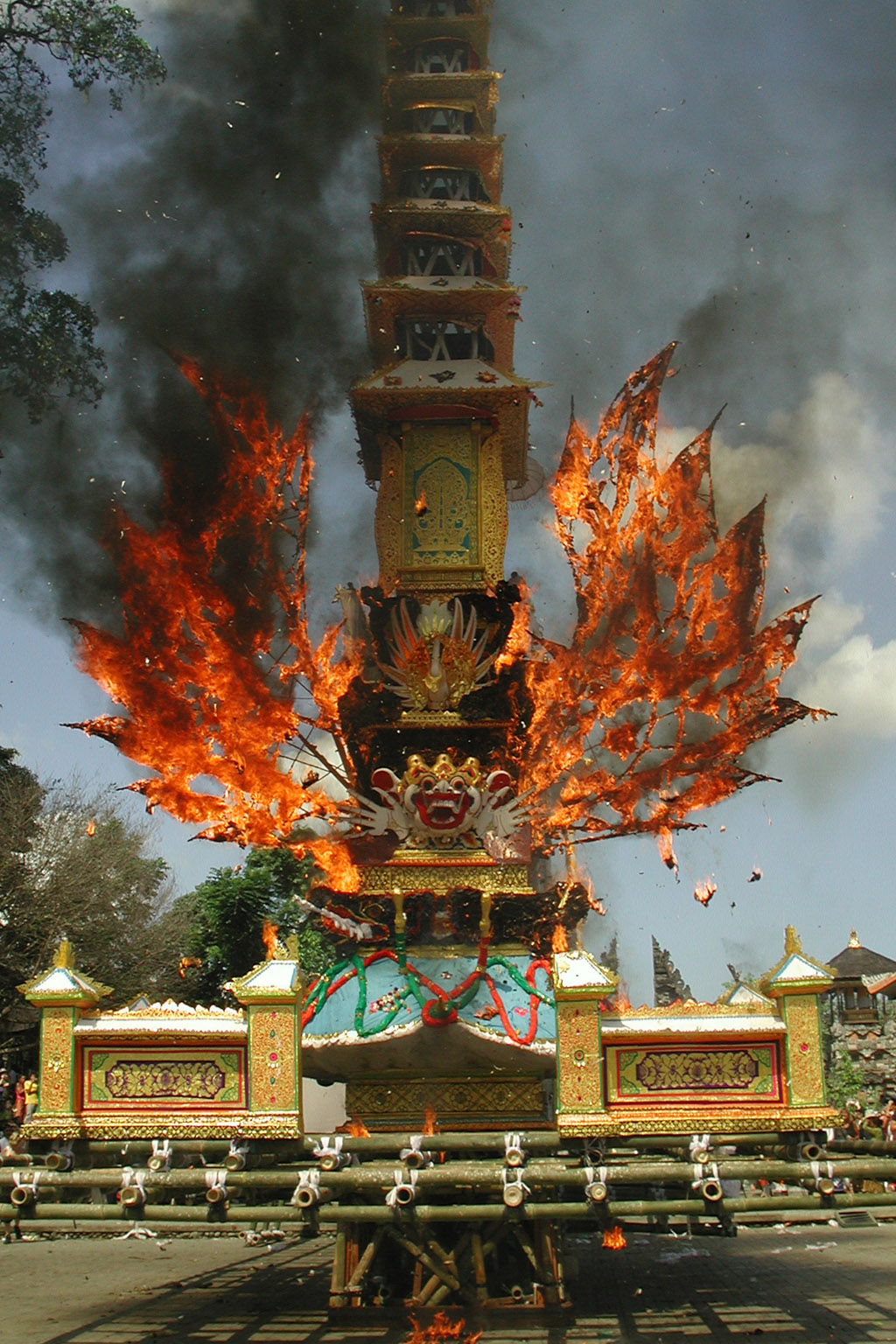
Crematie in Ubud, Bali

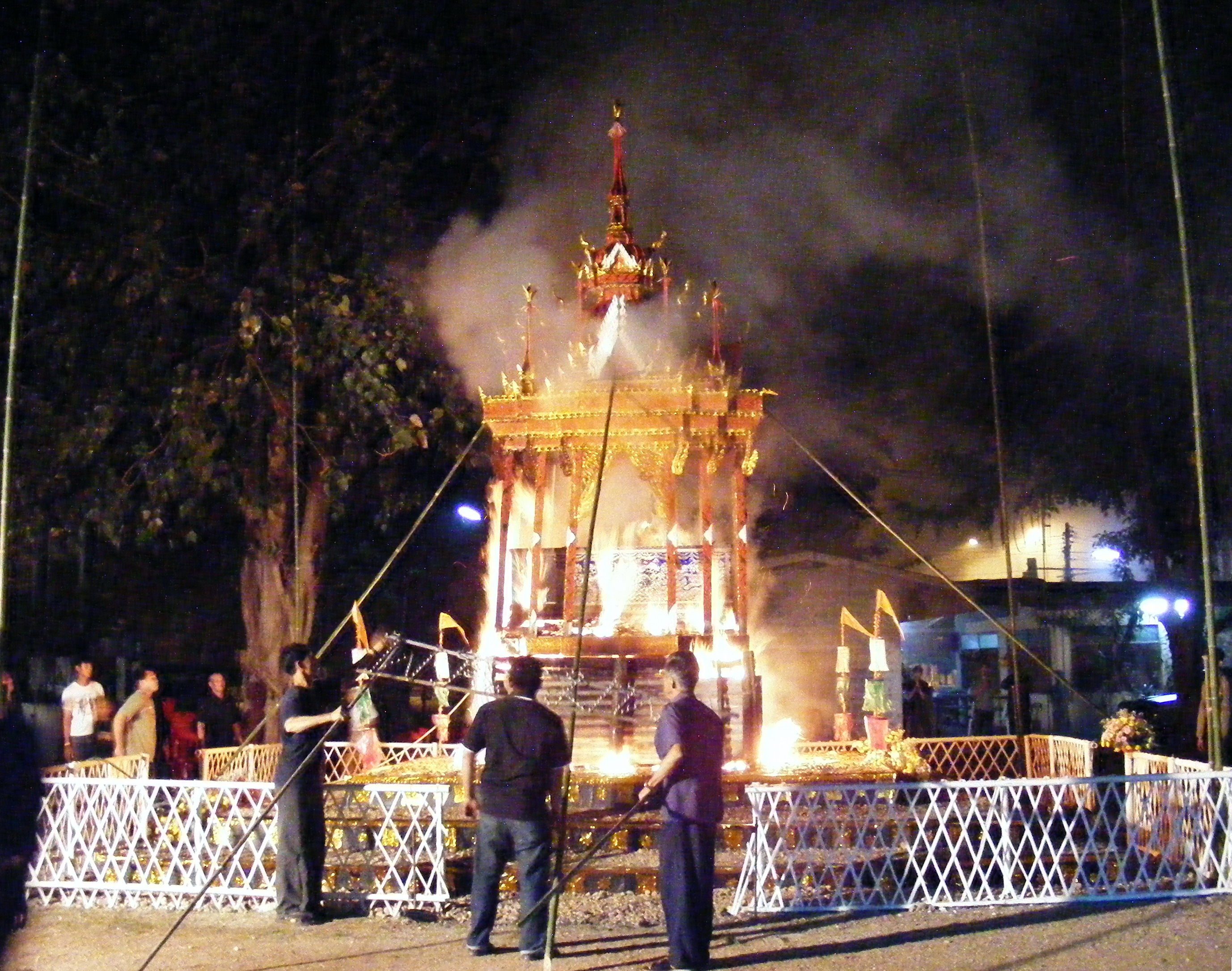
Crematie van een boeddhistische priester in Wat Khung Taphao, Thailand

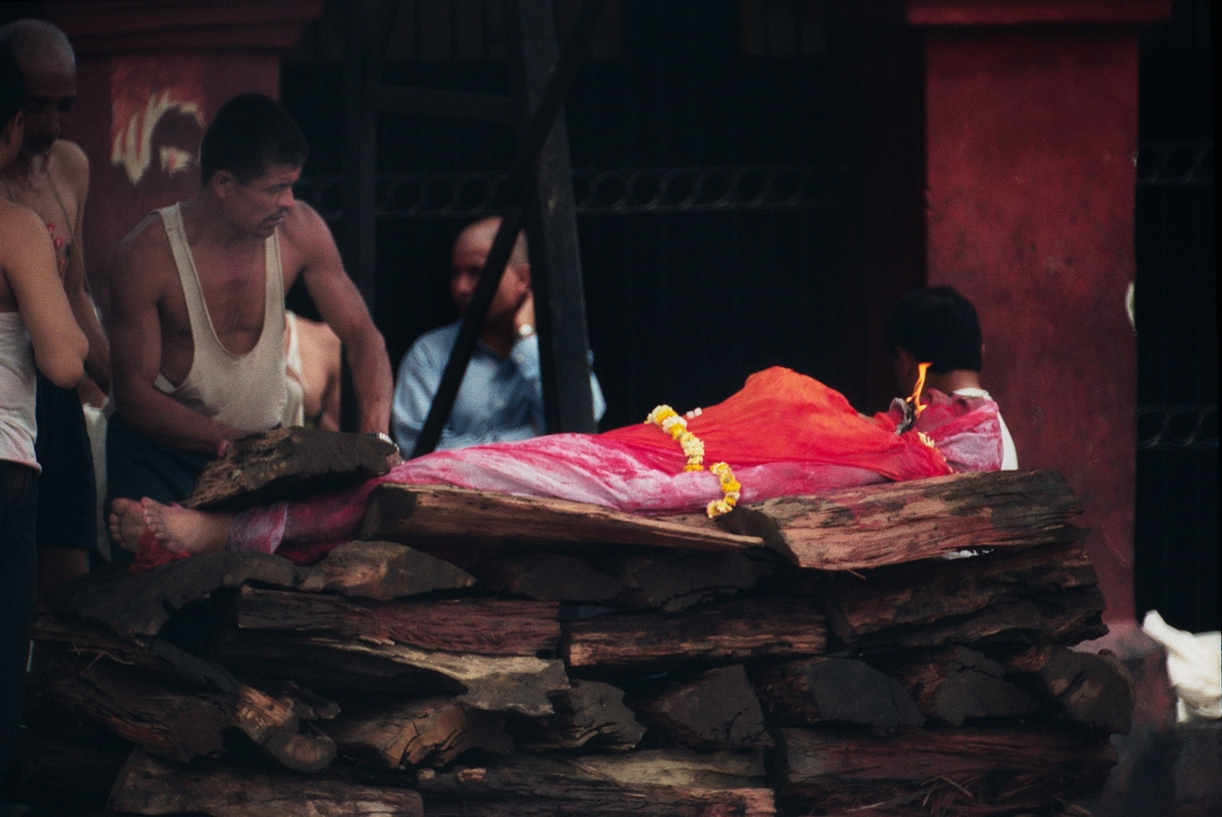
Crematie in Nepal

Crematie, ook wel verassing of lijkverbranding genaamd, is een veelvoorkomende vorm van lijkbezorging, naast een begrafenis.

## Methode
De rouwplechtigheid, zoals een kerkdienst of uitvaartdienst, voorafgaand aan de crematie, is gelijk aan die bij een begrafenis. De daadwerkelijke verbranding wordt uitgevoerd door het crematoriumpersoneel. Voorheen geschiedde dit doorgaans buiten aanwezigheid van nabestaanden of belangstellenden. Tegenwoordig kunnen de nabestaanden aanwezig zijn bij het invoeren van de kist in de crematieoven. Bij de meeste crematoria is dit geen probleem. Een aantal crematoria heeft de ovenruimte een publieksvriendelijker uiterlijk gegeven.
Als de (al dan niet religieuze) uitvaartdienst of samenkomst de plechtigheid is afgelopen, worden de nabestaanden en belangstellenden door het crematoriumpersoneel bedankt voor hun aanwezigheid, en verzocht, na een laatste groet aan de overledene, zich te begeven naar een naastgelegen ruimte, waar men elkaar kan condoleren, onder de aanwezigheid van koffie, thee, en dergelijke. Buiten aanwezigheid van nabestaanden wordt later die dag het lichaam dan werkelijk verbrand. Dit vindt plaats in een crematorium waar het lijk in een doodskist of crematiekist verbrand wordt. Een kist is geen verplichting, de crematie mag ook plaatsvinden met het lichaam geplaatst op een ligplank en gewikkeld in een lijkwade. Bij invoer op een ligplank is de enige voorwaarde, dat het lichaam voor het ovenpersoneel niet als zodanig herkenbaar is. De verbranding vindt plaats in een speciale crematieoven. De temperatuur is ongeveer 1100 graden Celsius en de verassingstijd is ongeveer anderhalf uur. De as van een volwassen persoon weegt ongeveer 2,5 - 3 kg (inclusief kist). Het is een misverstand dat een lichaam verteert door de vlammen. De verassing geschiedt door de hitte. 
Naderhand kunnen nabestaanden de as bewaren in een urn, maar asverstrooiing is ook mogelijk.

## Rooms-Katholieke Kerk
De Rooms-Katholieke Kerk verbood crematie bij pauselijk decreet in 1886, en scherpte dit aan door bij een pauselijke decreet in 1892 de straf van excommunicatie aan deze zonde te verbinden. Lijkverbranding werd in strijd geoordeeld met de wederopstanding van de doden na het Laatste Oordeel.
In 1963, tijdens het Tweede Vaticaans Concilie, werd dit ingetrokken. Sindsdien verbiedt de Kerk crematie niet meer, tenzij ze zou gekozen worden om redenen die met de christelijke leer in strijd zijn, maar ze heeft een voorkeur voor de gewoonte om de lichamen van de overledenen te begraven. De uitvaartliturgie moet wel plaatsvinden vóór de crematie.

## Islam
Crematie is in de islam verboden in verband met het geloof in de wederopstanding op de dag des oordeels. Moslims worden begraven richting Mekka.

## Nederland
Crematie was in de 19e eeuw in Nederland verboden. In 1874 werd in Den Haag de 'Vereeniging voor Lijkenverbranding' opgericht (tegenwoordig: 'Koninklijke Vereniging voor Facultatieve Crematie'). Deze vereniging bouwde in 1913 het crematorium Westerveld te Driehuis bij Velsen. Op 1 april 1914 vond de eerste crematie plaats, die van dr. C.J. Vaillant, hoofdbestuurslid van de Vereniging voor Facultatieve Lijkverbranding.
De oprichting van de Arbeiders Vereeniging Voor Lijkverbranding volgde in 1919.
In 1968 werd in de Wet op de lijkbezorging crematie gelijkgesteld aan begrafenis. In sommige regio's van Nederland is crematie niet zo geaccepteerd, dit hangt samen met religieuze overtuigingen en tradities.
Na afloop van een crematie kan de as na een periode van één maand bedenktijd - een periode die bij wet is voorgeschreven - bewaard worden in een urn of verstrooid worden op een van de volgende manieren:
1. Op het land, in speciaal daarvoor aangewezen gebieden, vaak rondom een crematorium of op het nationaal verstrooiterrein "Delhuyzen".
2. Op zee, door uitstrooiing van de as vanaf een boot of door het te water laten van een zee-urn, bijvoorbeeld gemaakt van samengeperst zout dat na contact met water langzaam oplost.
3. In de lucht, door de as vanuit een vliegtuigje uit te strooien op grote hoogte of door de as met een vuurpijl de lucht in te schieten.
4. De as in de eigen tuin, bijvoorbeeld op het grasveld uit te strooien.
5. Een andere door de overledene of familie gewenste manier.
6. Ook is het mogelijk een urn met as te begraven of deze bij te zetten in een urnenmuur op een begraafplaats. Dit geeft nabestaanden die bijvoorbeeld de crematie wegens omstandigheden hebben gemist tevens de mogelijkheid om de urn te bezoeken en daar afscheid te nemen van de overledene.
7. Een levende herinnering is mogelijk door een jonge boom samen te brengen met humane as en deze negen maanden op te laten kweken. Als de herinneringsboom klaar is kan hij geplant worden op een locatie naar keuze.[3]

## België
Crematie is toegelaten in België sinds de wet van 21 maart 1932. De discussie over de staatsbegrafenis van generaal Louis Bernheim in 1931 versnelde de aanname van de wet. De eerste wettelijk toegelaten lijkverbranding in België had in juni 1933 plaats in het crematorium van Sint-Gillis.
De crematiegraad is in Vlaanderen in stijgende lijn. Iets meer dan de helft van de overledenen in 2010 werd gecremeerd. In 2014 bedroeg de crematiegraad 66 procent. In 2015 werd in 68 procent van de overlijdens gekozen voor crematie. De crematiegraad was 74 procent in 2020.

## Andere landen en culturen
Griekenland was het laatste Europese land waar crematie verboden was, maar in september 2008 keurde het Griekse Hooggerechtshof een regeringsvoorstel goed, dat crematie onder bepaalde voorwaarden toestaat.

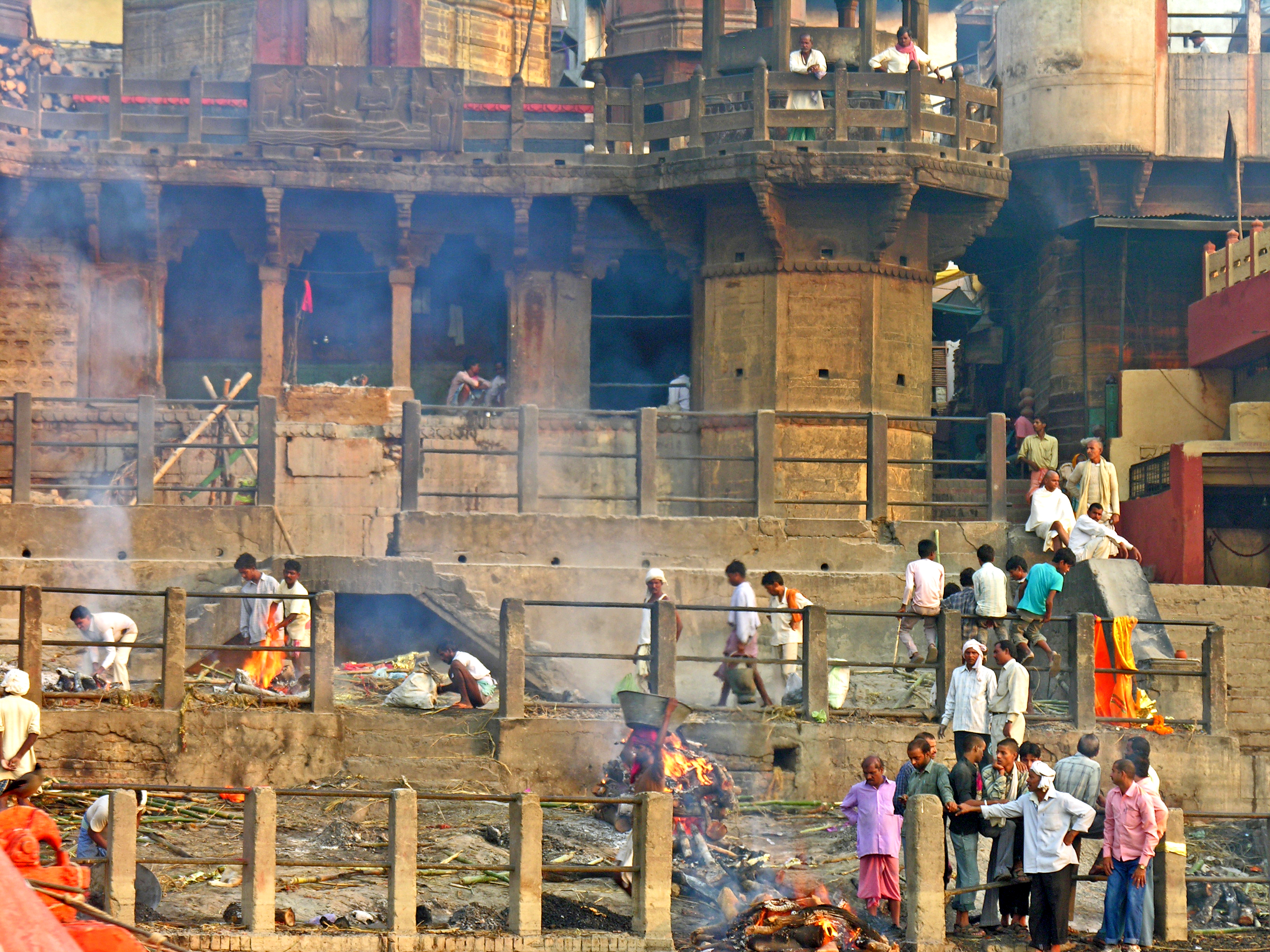
Meerdere crematies aan de oever van de Ganges, de oudste zoon regelt de crematie en deze plek is niet toegankelijk voor vrouwen, India

In sommige landen gebeurt de verbranding ook elders, bijvoorbeeld in India, waar het stoffelijk overschot vaak op stapels hout aan een oever van een rivier, bij voorkeur de Ganges, wordt verbrand. De as kan dan meteen uitgestrooid worden in de rivier.
Op het hindoeïstische eiland Bali in Indonesië wordt de crematie gedaan op de begraafplaatsen en stranden. Het wordt bijna nooit direct gedaan na de dood vanwege de hoge kosten die ermee gemoeid zijn. Vaak wordt het lichaam eerst begraven en na een tijd weer opgegraven om verbrand te worden. Deze omslachtige praktijk stuit echter op steeds meer weerstand.
Er zijn andere culturen bekend uit de geschiedenis die crematie toepasten. Goede voorbeelden daarvan zijn de Vikingen, die hun omgekomen hoofdmannen samen met hun schip verbrandden, en deze vervolgens bedekten met een zogenoemde brandheuvel, en de Hettieten.

## Dieren
Voor dieren zijn aparte verbrandingsinstallaties beschikbaar.